# كابتن تود: تريجر تراكر
كابتن تود: تريجر تراكر (بالإنجليزية: Captain Toad: Treasure Tracker)‏ هي لعبة فيديو ألغاز أكشن صدرت في 2014 من تطوير ونشر نينتندو على وي يو. وهي لعبة فرعية من سلسلة سوبر ماريو التي تعتمد على لعبة مصغرة من بطولة كابتن تود في سوبر ماريو 3دي ورلد.
صدرت نسخ محسنة من اللعبة لنينتندو 3دي أس ونينتندو سويتش في 13 يوليو 2018، التي تحتوي على مراحل مكافأة إضافية تدور حول سوبر ماريو أوديسي، بالإضافة إلى اللعب الجماعي التعاوني للاعبين على نسخة نينتندو سويتش، ولكن لا تحتوي على مراحل مكافأة سوبر ماريو 3دي ورلد من نسخة وي يو. باعت نسخة النينتندو سويتش أكثر من مليون نسخة، مما يجعلها واحدة من أكثر الألعاب مبيعًا على المشغل. صدر تحديث مجاني لنسخة نينتندو سويتش في 13 فبراير 2019، مضيفًا وضعًا تعاونيًا متعدد اللاعبين حيث يتحكم لاعب آخر في تود أرجواني جديد مع نقاط بيضاء في الفصول العادية إلى جانب تود/توديت، وتوديت في الحلقة الخاصة القابلة للتحميل.
صدر المحتوى المدفوع القابل للتحميل لنسخة نينتندو سويتش من اللعبة في 14 مارس 2019، مضيفًا «حلقة خاصة» جديدة تضم مراحل جديدة. صٌمِمَت مراحل معينة للوضع التعاوني الذي قُدِّمَ حديثًا.

## الحبكة
تبدأ اللعبة بصعود كابتن تود وتوديت معا إلى برج للمطالبة بنجمة القوة. يظهر الغراب العملاق الشرير وينغو ويسرق النجمة، ويَجُرُّ معه توديت التي تمسكت بالنجمة قبل تحليقه بعيدا. يُوجه اللاعب كابتن تود بينما يتتبع أثر وينغو وصولاً إلى مخبئه وينقذ توديت.
في الفصل الثاني من القصة، يُشغَّل السيناريو التمهيدي مرة أخرى، ولكن هذه المرة يتم اختطاف كابتن تود ويتولى اللاعب السيطرة على توديت. بعد إنقاذ كابتن تود وعودة وينغو للظهور مرة أخرى، يتم اختطاف توديت ويُطرَد تود من برج وينغو.
بعد ذلك، يبدأ الفصل الثالث من القصة، حيث يخاطر كل من تود وتوديت عبر مستويات اللعبة في طريقهما إلى المواجهة مع وينغو، على طول الطريق يهزمون دراغادون، ملك بايروبف بيك للمرة الثالثة.
في المشهد الأخير من اللعبة، تُعرَض مقدمة لعبة سوبر ماريو 3دي ورلد، يظهر بعدها كابتن تود وهو يتبع سقوط نجمة خضراء في الأنبوب الزجاجي. بالنسبة لنسخ نينتندو 3دي أس ونينتندو سويتش، يَظهر كابتن تود في المشهد الأخير وهو يتبع سوبر ماريو أوديسي.

## وصلات خارجية
- الموقع الرسمي